# Changnienia amoena
Changnienia amoena is een orchidee uit de onderfamilie Epidendroideae, de enige soort uit het geslacht Changnienia.
De soort is endemisch voor centraal- en zuidelijk China.

## Naamgeving en etymologie
Het geslacht Changnienia is vernoemd naar de ontdekker van de typesoort Chang Nien Chen, voormalig botanicus aan de Academica Sinica.
De soortaanduiding amoena is afkomstig uit het Latijn en betekent 'lieflijk'.

## Kenmerken
Changnienia amoena is een kleine tot zeer kleine, terrestrische orchidee. De plant draagt elliptische tot breed eivormige, vlezige, geelwitte pseudobulben omgeven door membraneuze bladschedes, waaruit onderaan een enkel gesteeld, breed eirond tot ovaal, aan de onderzijde paars-rood gekleurd blad ontspringt. De plant bloeit in het voorjaar met een enkele solitaire bloem op een tot 18 cm lange, rechtop staande bloemstengel. De bloem is wit met donkerroze stippen en wordt ondersteund door twee membraneuze schutblaadjes.

## Habitaten verspreidingsgebied
Changnienia amoena is een plant van humusrijke bodems in open loofbossen en schaduwrijke valleien op een hoogte van 400 tot 1.800 m. De plant wordt aangetroffen in de Chinese provincies Shaanxi, Jiangsu, Anhui, Zhejiang, Jianxi, Hubei, Hunan en Sichuan.
Geslachten: Aplectrum · Calypso · Changnienia · Corallorhiza · Cremastra · Dactylostalix · (Didiciea) · Ephippianthus · Govenia · Oreorchis · Tipularia · Yoania · Wullschlaegelia